# Walter Schmidt (SS-Untersturmführer)
Walter Schmidt, född 9 juli 1910 i Wiesbaden, död 31 januari 1970 i Wiesbaden, var en tysk psykiater och SS-Untersturmführer. Han var under andra världskriget ställföreträdande direktor för Landesheilanstalt Eichberg i närheten av Eltville am Rhein, där psykiskt och fysiskt funktionshindrade barn dödades inom ramen för Aktion T4, Tredje rikets så kallade eutanasiprogram. Tillsammans med sin överordnade, Friedrich Mennecke, lät Schmidt bland annat svälta patienterna i Eichberg.